# 스타바운드
스타바운드(Starbound)는 처클피시가 개발하고 배급한 액션 어드벤처 비디오 게임이다. 스타바운드의 배경은 2차원의 절차적으로 생성된 우주이며 플레이어는 새로운 무기와 아이템을 얻기 위해 탐험하고 여러 지적 생명체가 거주하는 마을을 방문할 수 있다. 스타바운드는 2016년 7월 마이크로소프트 윈도우, OS OX, 리눅스용으로 얼리 액세스로 출시되었으며 윈도우(엑스박스 게임 패스를 통해)의 경우 2020년 12월에 얼리 액세스로 출시되었다.

## 평가
| 통합 점수      | 통합 점수 |
| 통합사         | 점수      |
| -------------- | --------- |
| 메타크리틱     | 81/100    |
| 평론 점수      |           |
| 평론사         | 점수      |
| 게임 인포머    | 8.5/10    |
| IGN            | 9.1/10    |
| PC 게이머 (US) | 84/100    |

| 위키데이터에서 편집하기 |
| ----------------------- |